# Rozdół

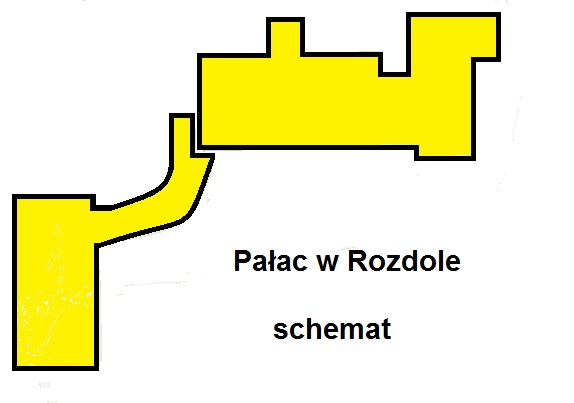
Rozdół. Schemat pałacu

Rozdół (ukr. Розділ) – osiedle typu miejskiego w rejonie stryjskim (do 2020 roku w rejonie mikołajowskim) obwodu lwowskiego na Ukrainie.

## Historia
Własność Czerniejowskich (Czerniejewskich) herbu Korczak, Rzewuskich, później Lanckorońskich. W II Rzeczypospolitej miasto w powiecie żydaczowskim województwa stanisławowskiego. Herb miasta nawiązuje do polskiego szlacheckiego herbu Krzywda.
W 1647 r. erygowano tu parafię rzymskokatolicką.
16 września 1939 r. doszło do rebelii, którą zorganizowali nacjonaliści ukraińscy. Została ona stłumiona tego samego dnia przez żandarmerię wojskową i Policję Państwową. W latach 1939–1945 członkowie OUN-UPA zamordowali tutaj 78 Polaków i 2 Ukraińców sprzyjających Polakom. W 1944 NKWD aresztowało pod zarzutem przynależności do AK 15 Polaków, zsyłając ich w głąb ZSRR. Tylko część z nich przeżyła.
W czasie okupacji niemieckiej mieszkająca tutaj polska rodzina Matusiewiczów udzielała pomocy Żydom. W 1998 roku Instytut Jad Waszem uhonorował za to tytułami Sprawiedliwych wśród Narodów Świata Józefa i Paulinę Matusiewiczów oraz ich córkę Emilię Młot.
W Rozdole urodził się Wacław Piotr Rzewuski.

## Zabytki
- dawny klasztor oo. karmelitów, ufundowany w 1646 r. przez Annę Rzewuską z Czerniejowskich i Stanisława Beydo Rzewuskiego[6]. W 1763 r. zakonnicy przekazali klasztor siostrom szarytkom, które prowadziły w nim przytułek dla dziewcząt. W czasie II wojny światowej był tu ośrodek dla uchodźców. Działała także komórka Armii Krajowej. Po wojnie przekształcony w internat dla dziewcząt specjalnej troski[7].
- kościół pw. Matki Bożej Szkaplerznej, wzniesiony w stylu barokowym w latach 1610–1648, ufundowany przez Mateusza Czerniejewskiego[6]. Miał charakter obronny, posiadał strzelnice. Konsekrowany w 1773 r. pod wezwaniem Trójcy Przenajświętszej, rozbudowany w 1858 r. W połowie XVIII poszerzony o kaplicę Rzewuskich, przebudowaną w 1822 r. w stylu empirowy. Po II wojnie światowej zamknięty, odzyskany częściowo przez katolików w 1991 r. Posługę duszpasterską sprawują księża z parafii w Brzozdowcach[3][8].
- murowany pałac Lanckorońskich herbu Zadora wybudowany w 1740 w stylu neorenesansowym[9][10]. Ulubiona siedziba Karoliny Lanckorońskiej. Nieużytkowany, w stanie postępującej degradacji.

## Urodzeni
- Wacław Piotr Rzewuski